# Paradarisa tetragonaria
Paradarisa tetragonaria är en fjärilsart som beskrevs av Curtis 1829. Paradarisa tetragonaria ingår i släktet Paradarisa och familjen mätare. Inga underarter finns listade i Catalogue of Life.